# Gregory Glacier (glaciär i Kenya)
Gregory Glacier är en glaciär i Kenya.   Den ligger i länet Meru, i den centrala delen av landet, 140 km norr om huvudstaden Nairobi. Gregory Glacier ligger 4 630 meter över havet.
Terrängen runt Gregory Glacier är bergig söderut, men norrut är den kuperad. Gregory Glacier ligger uppe på en höjd.  Trakten runt Gregory Glacier är nära nog obefolkad, med mindre än två invånare per kvadratkilometer. Det finns inga samhällen i närheten. Trakten runt Gregory Glacier består i huvudsak av gräsmarker.